# Carla Georges
Ne doit pas être confondue avec Carla Lazzari, représentante de la France à l'Eurovision junior 2019 avec la chanson « Bim bam toi ».
Pour les articles homonymes, voir Carla.
Carla Georges, plus connue simplement comme Carla, est une chanteuse française, née le 21 avril 2003 à Avignon,. Elle est la gagnante de la première édition de The Voice Kids en 2014 et une ancienne membre des Kids United de 2015 à 2016. En octobre 2017, elle sort son premier et unique album solo.

## Biographie
Carla Georges est née le 21 avril 2003. Elle a deux sœurs plus jeunes Louna et Alix. Elle est originaire de la commune de Graveson, dans le département des Bouches-du-Rhône.
À 10 ans, elle entre dans la toute première édition du concours télévisé The Voice Kids. « Un ami de ma mère connaissait Bruno Berberes, le directeur de casting, et lui a envoyé une vidéo », rappelle-t-elle. Aux auditions à l'aveugle, elle chante Éblouie par la nuit de Zaz. Les trois fauteuils se sont retournés. Elle choisit pour coach Jenifer.
Après sa victoire dans le concours, il a été rapporté que sa coach, Jenifer, ne voulait pas qu'elle sorte un disque.
Le 13 décembre 2014, elle participe à la cérémonie des NRJ Music Awards en chantant la chanson Éblouie par la nuit en duo avec Zaz.
En 2015, Carla poursuit sa carrière musicale en tant que membre des Kids United, un groupe de musique d'enfants formé dans le cadre d'une campagne de l'Unicef France pour reprendre « les plus belles chansons célébrant la paix et l'espoir »,,.
Elle quitte cependant les Kids United au printemps 2016. Au début, il a été dit que Carla quitte pour se consacrer à ses projets personnels (à son projet solo mentionné dans son tweet d'origine), mais plus tard elle confesse que c'était trop fatigant d'être dans le groupe :

« Gérer le chant et le collège en même temps, c'était trop difficile. On se couchait tard, on se levait tôt. C'était fatigant. J'ai arrêté pour mon bien. »

Fin 2016, elle reprend la chanson L'amour nous guidera (en) du film Le Roi lion 2 sur la compilation We Love Disney 3, sortie par Universal Music France.
En 2017, elle interprète la version française de la chanson What's My Name du téléfilm de Disney Channel Descendants 2. Cette version sort sur la version française de l'album contenant la bande originale de ce film.
Plus tard dans la même année (2017), elle rejoint la troupe des Enfoirés Kids (pour leur seul concert diffusé sur TF1 le 1er décembre).
Elle sort son premier single solo, Le Meilleur des 2 (reprise du générique d'Hannah Montana), au début d'octobre 2017, et son premier et unique album solo, intitulé simplement Carla, le 27 octobre 2017,. Il a été rapporté que ses fans étaient très déçus par son choix de faire son retour sur scène avec des reprises de génériques Disney. L'album a débuté à la 124e place en France.

## Discographie

### Albums
| Album                                                                                         | Meilleure position |
| Album                                                                                         | France             |
| --------------------------------------------------------------------------------------------- | ------------------ |
| Carla - Sortie : 27 octobre 2017 - Label : Mercury Music Group / MHM (Universal Music France) | 124                |

### Singles
| No | Titre                                                     | Année | Meilleure position | Album |
| No | Titre                                                     | Année | France             | Album |
| -- | --------------------------------------------------------- | ----- | ------------------ | ----- |
| 1  | Le Meilleur des 2 (adaptation de The Best of Both Worlds) | 2017  | —                  | Carla |
| 2  | Des ailes (adaptation d'Alas (en))                        | 2017  | —                  | Carla |
| 3  | Double Mise (adaptation de Bet on It)                     | 2018  | —                  | Carla |